# Mooslargue
Mooslargue – miejscowość i gmina we Francji, w regionie Grand Est, w departamencie Górny Ren.
Według danych na rok 1990 gminę zamieszkiwało 268 osób, 48 os./km².